# Zhai Zhigang
Zhai Zhigang (chinesisch 翟志剛 / 翟志刚, Pinyin Zhái Zhìgāng; * 21. November 1966 in Longjiang, Provinz Heilongjiang) ist ein chinesischer Kampfpilot und Raumfahrzeugführer der Sonderstufe beim Raumfahrerkorps der Volksbefreiungsarmee. Er führte 2008 den ersten chinesischen Außenbordeinsatz durch.

## Jugend und Dienst bei der Luftwaffe
Zhai Zhigang wurde am 21. November 1966, dem 10. Tag des 10. Monats nach dem Mondkalender, als jüngstes Kind einer Bauernfamilie im Dorf Longxi (龙西村) der Großgemeinde Longjiang des Kreises Longjiang der bezirksfreien Stadt Qiqihar in Nordostchina geboren. Er hat drei Schwestern und zwei Brüder. 1984, noch auf dem Gymnasium, trat er in den Kommunistischen Jugendverband Chinas ein. Im Juni 1985 trat er in die Volksbefreiungsarmee ein und begann zusammen mit seinem späteren Raumfahrerkollegen Liu Boming, der ebenfalls im Juni 1985 in die Armee eingetreten war, eine Ausbildung an der 1. Grundausbildungsschule der chinesischen Luftwaffe in Changchun. Zhai Zhigang und Liu Boming graduierten im Mai 1989 an der 3. Pilotenakademie der chinesischen Luftwaffe in Jinzhou, danach waren die beiden zunächst auf einer Luftwaffenbasis in der damaligen Großgemeinde Yangcun (杨村镇) im Kreis Wuqing von Tianjin als Kampfpilot eingesetzt – vier der 14 Raumfahrer des ersten Jahrgangs des Raumfahrerkorps hatten auf dieser Basis Dienst getan – wo Zhai Zhigang die Jagdflugzeuge Chengdu J-7 und Shenyang J-8 flog.
Im September 1991 trat Zhai Zhigang in die Kommunistische Partei Chinas ein. Ab Mai 1995 fungierte er in Hebei als Piloten-Ausbilder. Kurz nachdem er an die dortige Luftwaffenbasis versetzt wurde, befand er sich gerade auf der Rückkehr von einem Übungsflug, als ein heftiger Staubsturm begann. Die Flugleitstelle forderte alle in der Luft befindlichen Piloten auf, sofort zu landen. Zu diesem Zeitpunkt war die Rollbahn jedoch schon nicht mehr zu erkennen. Trotz des Windes gelang es Zhai, die Maschine mittels Instrumentenflug auf der zwischen Bergen versteckten Basis sicher zu landen, wofür ihm die Verdienstauszeichnung 3. Grades der Volksbefreiungsarmee (中国人民解放军三等功奖章) verliehen wurde. Zhai Zhigang hat als Pilot etwas über 1000 unfallfreie Flugstunden, wofür ihm das Tätigkeitsabzeichen Militärluftfahrzeugführer der Stufe I verliehen wurde. 1000 unfallfreie Flugstunden sind das Minimum für diese Auszeichnung; nachdem sie verliehen wurde, muss der Pilot jedes Jahr 150 weitere Flugstunden nachweisen, um sie zu behalten. Sein abschließender Dienstgrad bei der Luftwaffe war Oberstleutnant.

## Dienst im Raumfahrerkorps

### Ausbildung
Im Frühsommer 1996 erhielt Zhai Zhigang die Benachrichtigung, dass er für das bemannte Raumfahrtprogramm der Volksrepublik China ins Auge gefasst worden war. Diese anfängliche Auswahl war nach Aktenlage erfolgt; gut 800 Kampfpiloten hatten eine derartige Benachrichtigung erhalten. Nach einer medizinischen Untersuchung in der Kaserne gehörte Zhai zu den 60 Kandidaten, die sich für intensive Tests nach Peking zu begeben hatten. Am 5. Januar 1998 war Zhai Zhigang schließlich einer der 14 verbliebenen Piloten, die als Raumfahrer des neugeschaffenen Raumfahrerkorps der Volksbefreiungsarmee vereidigt wurden. Zhai hatte es bei der Luftwaffe bereits weit gebracht. Zu Beginn fand er es schwierig, mit seinen 31 Jahren wieder die Schulbank zu drücken und trockene Theorie zu studieren. In seinen eigenen Worten: „Wie ein Gymnasiast bei der Vorbereitung aufs Abitur.“ Aber nach den ersten beiden harten Jahren hatte er sich an den Ausbildungsbetrieb gewöhnt.
Am 20. September 2003 begaben sich alle 14 Raumfahrer zum Kosmodrom Jiuquan, um in dem realen, für die erste bemannte Mission Chinas vorgesehenen Raumschiff – Shenzhou 5 – zu üben. Auf der Grundlage der hierbei gezeigten Leistungen wurden Anfang Oktober drei Raumfahrer als Kandidaten für den Flug ausgewählt:
- Nie Haisheng
- Yang Liwei
- Zhai Zhigang

Am 14. Oktober wurde schließlich Yang Liwei als erste Wahl bekanntgegeben,
Zhai Zhigang war Ersatzmann, und für den Fall, dass Zhai plötzlich krank geworden wäre, wurde Nie Haisheng als zweiter Ersatzmann nominiert. Es wurde jedoch keiner krank, und am 15. Oktober 2003 um 01:00 UTC startete Yang Li Wei plangemäß zum ersten bemannten chinesischen Weltraumflug.
Bei der nächsten Mission, Shenzhou 6, sollten zwei Raumfahrer ins All abheben. Hierfür wurden aus dem Raumfahrerkorps zunächst fünf Zweierteams ausgewählt, die immer gemeinsam für den Flug trainierten. Im Juni 2005 wurde diese Auswahl auf drei Teams reduziert:
- Fei Junlong + Nie Haisheng
- Jing Haipeng + Liu Boming
- Wu Jie + Zhai Zhigang

Erst einen Tag vor dem Start am 12. Oktober 2005 wurde bekanntgegeben, dass Fei Junlong und Nie Haisheng als Primärmannschaft für die Mission ausgewählt wurden, mit Jing Haipeng und Liu Boming als Reservemannschaft. Wu Jie war einer der beiden Ausbilder des Raumfahrerkorps, die im Januar 1996 nur nach Aktenlage ausgewählt und nach einem achtmonatigen Sprachkurs im November 1996 nach Moskau geschickt wurden, um die russische Kosmonautenausbildung zu studieren. Er hatte trotz seiner guten Leistungen beim Training von vornherein nur geringe Aussichten auf einen realen Raumflug.
Da die eingespielten Teams immer als ganzes ausgewählt wurden, waren somit auch Zhai Zhigangs Aussichten auf eine Teilnahme an dieser Mission eher gering.

### Shenzhou 7

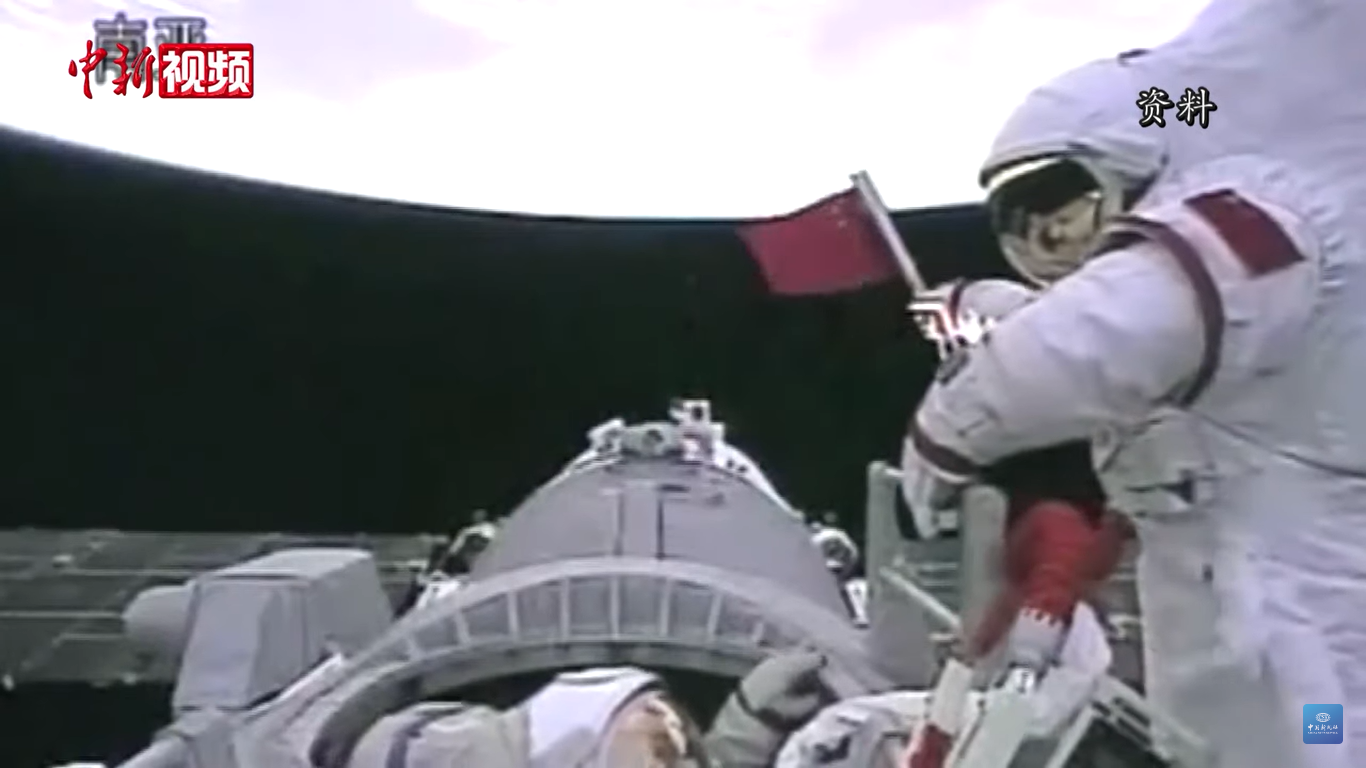
Zhai Zhigang mit chinesischer Fahne. In der Luke Liu Boming.

Bei der nächsten Mission, Shenzhou 7, sollte ein Außenbordeinsatz durchgeführt werden. Daher wurden die Mannschaften relativ früh zusammengestellt – Anfang 2008 war die Anprobe für den neuentwickelten, 120 Kilogramm schweren Feitian-Raumanzug. Zhai Zhigang, der für einen Außenbordeinsatz bestimmt worden war, passte der ihm auf den Leib geschneiderte, 30 Millionen Yuan teure Anzug auf Anhieb. Im Juni 2008 wurde die Gruppe Jing Haipeng, Liu Boming und Zhai Zhigang als Primärteam ausgewählt, und Mitte September 2008 wurde bekannt gegeben, dass Zhai Zhigang die Mission leiten sollte. Am 25. September 2008 startete er mit seinen Kollegen Liu Boming und Jing Haipeng in den Orbit. Zwei Tage später absolvierte er 343 km über der Erde den ersten Weltraumausstieg in der Geschichte der chinesischen Raumfahrt. Zhai Zhigang verließ das Raumschiff am 27. September gegen 10:45 Uhr MESZ für etwas mehr als 14 Minuten, wobei er mit zwei Seilen gesichert war, während ihm Liu Boming, der einen russischen Orlan-Raumanzug trug, von der Luke aus assistierte. Am 7. November 2008 wurde Zhai Zhigang für seinen Außenbordeinsatz der Ehrentitel „Held der Raumfahrt“ (航天英雄) verliehen, den Stand 2021 außer ihm nur noch Chinas erster Raumfahrer Yang Liwei trägt.

### Shenzhou 13
Ab Anfang 2019 nahm Zhai Zhigang zusammen mit seinen 14 Jahre jüngeren Partnern Wang Yaping und Ye Guangfu von der Auswahlgruppe 2010 an dem Training für den Aufbau der Chinesischen Raumstation teil, wo neben der Bedienung der wissenschaftlichen Nutzlasten vor allem Montage- und Wartungsarbeiten außen an der Station geübt wurden. Im Dezember 2019 wurden die drei als Primärmannschaft für die Mission Shenzhou 13 eingeteilt, fungierten aber gleichzeitig als Ersatzmannschaft für Shenzhou 12 und trainierten parallel zu der für dieselbe Mission eingeteilte Gruppe Nie Haisheng/Liu Boming/Tang Hongbo. Am 16. Juni 2021, einen Tag vor dem Start, fiel die Wahl auf letztere Gruppe als Primärmannschaft.
Im Oktober 2021 bildeten Zhai Zhigang, Wang Yaping und Ye Guangfu dann die Besatzung von Shenzhou 13.
Am 7. November 2021 führte Zhai Zhigang zusammen mit Wang Yaping seinen zweiten Außenbordeinsatz durch, um am Kernmodul der Raumstation einen Verankerungsmechanismus für den mechanischen Arm zu montieren. Er verließ die Schleuse als erster und wiederholte dabei seine historischen Worte von 2008: „Ich habe das Modul verlassen, fühle mich sehr gut“ (我已出舱，感觉良好). Daraufhin meinte Wang Yaping, die ihm aus der Schleuse die Geräte reichte: „Ich werde das Modul gleich verlassen, fühle mich sehr gut“ (我一会儿出舱，感觉良好). Ye Guangfu, der den Außenbordeinsatz an den Computern der Station überwachte, fügte hinzu: „Ich werde das nächste Mal das Modul verlassen, fühle mich sehr gut“ (我下次出舱，感觉良好). Große Heiterkeit im Raumfahrer-Ausbildungszentrum, von wo aus der Einsatz koordiniert wurde.
Am 26. Dezember absolvierte Zhai Zhigang zusammen mit Ye Guangfu erneut einen Außenbordeinsatz, bei dem die beiden am Übergang von der Korridorsektion zum Arbeitsbereich des Kernmoduls eine Panoramakamera auf einen höheren Sockel setzten, um ihr ein besseres Blickfeld zu verschaffen, und dort auch eine Vorrichtung montierten, an der Raumfahrer bei Außenarbeiten ihre Füße verankern können. Da der Raumfahrer bei der derzeit in Gebrauch befindlichen Version des Feitian-Raumanzugs (Typ 2) seine Füße nicht sehen kann, ist dies nicht einfach und erfordert die Unterstützung eines Kollegen. Die Zusammenarbeit wurde auch bei einer anschließend durchgeführten Übung erprobt, wo die beiden Raumfahrer ohne den mechanischen Arm an der Raumstation entlangklettern, dabei einen größeren Gegenstand mitführen, ihn sich gegenseitig weiterreichen und an der vorgesehenen Stelle platzieren mussten. Hierbei war zum einen Zhai Zhigangs Erfahrung hilfreich – dies war bereits sein dritter Außenbordeinsatz – und zum anderen auch sein Talent zum Abschätzen von Entfernungen im Vakuum, etwas, was im Wassertank auf der Erde schlecht trainiert werden kann.
Die Landung am Ende der Mission verlief problemlos; das zweite Mal in der Geschichte der Shenzhou-Raumschiffe kam die Kapsel am Boden senkrecht zum Stehen, was die medizinische Erstuntersuchung für die Raumfahrer wesentlich angenehmer gestaltete. Dennoch hatte der sechsmonatige Aufenthalt in der Schwerelosigkeit die Raumfahrer geschwächt und sie gegen Lärm, Bremsbeschleunigung und Stöße empfindlich gemacht. Wie Zhai Zhigang es nach dem Atmosphäreneintritt ausdrückte: „Die Rückreise ist auch ziemlich aufregend“ (返回也是很刺激的).

## Sonstiges
Zhai Zhigang, seit Ende 2013 Generalmajor, ist seit 1994 mit Zhang Shujing (张淑静) verheiratet, die beim Chinesischen Raumfahrer-Ausbildungszentrum im Schwerpunktlabor für Weltraumernährung und Weltraumnahrung (航天营养与食品工程重点实验室) arbeitet; noch im selben Jahr wurde ihr Sohn Zhai Tianxiong (翟天雄) geboren. Zu seinen Hobbys zählt Zhai Zhigang Kalligrafie und Gesellschaftstanz.